# Рутерфорд, Джон

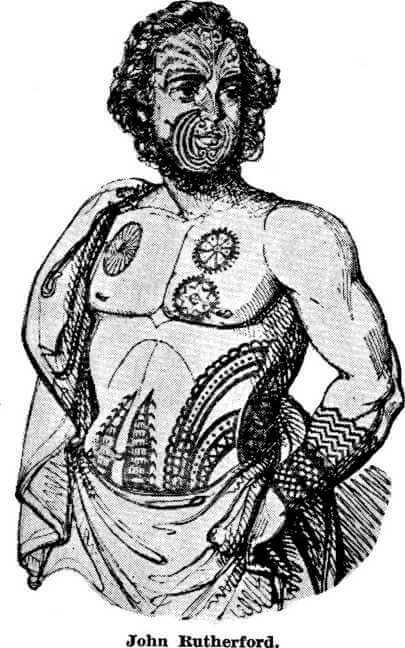
Джон Рутерфорд с татуировкой та-моко. Рисунок, сделанный в 1828 г. в Англии. Из книги Дж. Крека «Новозеландцы» (1830)

Джон Рутерфорд (англ. John Rutherford; 1796, Манчестер — после 1830) — британский и американский матрос, один из первых пакеха-маори и белых поселенцев Новой Зеландии эпохи  «мушкетных войн».

## Биография
Родился в 1796 году в Манчестере, в 1806-м, в возрасте 10 лет, поступил юнгой на военный корабль. Принимал участие в Пиренейских войнах, в частности, в августе-сентябре 1813 года под командованием знаменитого Артура Веллингтона участвовал в штурме испанской крепости Сан-Себастьян (совр. провинция Гипускоа), занятой французами.
Позже отправился в австралийскую колонию Новый Южный Уэльс, где нанялся на торговые суда и плавал по южным морям. Во время одной из поездок заболел и был высажен на острове Оаху (Гавайские острова) с корабля «Магнит» (англ. Magnet) капитана Вайна (англ. Vine).
6 марта 1816 года в составе команды 6-пушечного американского брига «Агнесса» (англ. Agnes) под командованием капитана Коффайна (англ. Coffin) высадился на восточном побережье Северного острова Новой Зеландии, предположительно в заливе Поверти-бей (англ. Poverty Bay; māori: Turanganui-a-kiwa), названным побывавшим здесь в 1769 году Джеймсом Куком Теонероа (Teoneroa), или в бухте Токомару-бей, названной им самим «Такомарду» (māori: Tokomaru).
В результате конфликта с туземцами часть команды была перебита, а сам бриг сожжён, после чего 12 оставшихся в живых матросов, в том числе Рутерфорд, попали в плен. Постепенно маори убили и съели всех моряков, кроме Рутерфорда, сумевшего завоевать авторитет у вождя Эмаи (Aimy).
Став полноправным членом племени и участвуя во всех его предприятиях, включая вооружённые стычки, Рутерфорд со временем сам сделался вождём и женился на двух, по другим данным, трёх дочерях Эмаи — Эшу (Eshou), Хау (Hau) и Эпеке (Epeka). Вместе с воинами маори он ходил в походы к западному побережью Северного острова и проливу Кука. В феврале 1825 года предположительно участвовал битве при Ика-а-Ранги-нуи (Ika-a-rangi-nui), прославившей знаменитого полководца Хонги Хика (Hongi Hika).
9 января 1826 года Рутерфорд был подобран на западном побережье экипажем американского корабля под командованием капитана Джексона, на котором 10 февраля того же года до доплыл до Таити, поступив здесь на службу к британскому консулу. 26 мая 1826 года он женился на дочери местного вождя Ноуироа (Nowyrooa), но спустя несколько месяцев покинул остров, 10 февраля 1827 года добравшись до Порт-Джэксона на бриге «Макари» под командованием капитана Хантера. По пути на родину он остановился в Рио-де-Жанейро, где голландец Харрис представил его императору Бразилии Педру I, заинтересовавшемуся его историей. Лишь в начале 1828 года, выправив паспорт у британского консула, он на фрегате «Бланш» добрался до Портсмута.
Оставшись в Англии не у дел, он вынужден был зарабатывать на жизнь, выступая в уличных балаганах, где демонстрировал национальные танцы маори, в том числе хаку, и полученную у них ритуальную татуировку та-моко. Был первым известным татуированным европейцем после француза Жана Батиста Кабри, найденного на Маркизских островах доктором Георгом фон Лангсдорфом, участником первой русской кругосветной экспедиции 1803—1806 годов.
Никаких сведений о жизни Джона Рутерфорда после 1830 года не имеется, по некоторым данным, он вернулся в Новую Зеландию.

## В литературе
Историей Рутерфорда заинтересовался публицист и издатель Чарльз Найт (англ. Charles Knight), записавший её в январе 1829 года в Лондоне. В 1830 году она опубликована была в иллюстрированной гравюрами книге Джорджа Крека (англ. George Lillie Craik) «Новозеландцы» (англ. The New Zealanders), под заголовком «Джон Рутерфорд, белый вождь» (англ. John Rutherford, the White Chief).
Бесхитростный рассказ Рутерфорда, содержавший немало этнографических подробностей, в частности, описание национального оружия маори палиц мере, обычаев мести уту (utu) и ритуальных запретов табу, каннибализма, военной тактики, брачных обрядов и пр., привлек внимание британских учёных, писателей и журналистов.
Известный советский писатель и переводчик приключенческой литературы Н. К. Чуковский написал по мотивам книги Дж. Крека повесть для детей «Один среди людоедов» (1930), вошедшую в его книгу очерков «Водители фрегатов» (1941), выдержавшую в СССР и РФ свыше 20 изданий.